# Saipa Teheran
Der Saipa Alborz (ehemals Saipa Teheran) ist ein iranischer Fußballverein aus Karadsch, der seine Spiele in der Persian Gulf Pro League im PAS Stadium in Teheran austrägt. Der Verein wurde nach der Gründung der Provinz Alborz mit der Provinzhauptstadt Karadsch zu Saipa Alborz umbenannt.

## Geschichte
1989 beschloss der iranische Automobilhersteller SAIPA einen eigenen Fußballverein zu gründen. Eine Mannschaft aus der vierten Teheraner Liga wurde aufgekauft und es gelang der Durchmarsch in die zweite regionale Liga, als man die Lizenz eines anderen Teams kaufte, um in die erste Teheraner Liga zu gelangen. Dort gewann man auf Anhieb die Teheraner Meisterschaft und den Teheraner Super Cup und qualifizierte sich für die Azadegan League, die damals höchste Spielklasse Irans.
In den Spielzeiten 1993/94 und 1994/95 gewann Saipa Teheran die iranische Meisterschaft, stieg allerdings in der Saison 1995/96 ab. Der Klub schaffte zwar den sofortigen Wiederaufstieg, aber musste bis zur Spielzeit 2006/07 auf einen weiteren größeren Erfolg warten. In jener Spielzeit verpflichtete der Verein Ali Daei als Cheftrainer und wurde prompt iranischer Meister.
In der Spielzeit 2009/10 belegte Saipa Teheran am Ende den achten Tabellenrang.

## Erfolge
- Iranische Meisterschaft
  - Azadegan League

Meister (2): 1993/1994, 1995/1996
- - IPL

Meister (1): 2006/2007
- Iranischer Pokal (Hazfi-Cup)

Pokalsieger (1): 1993/1994

## Bekannte Trainer
- Bijan Zolfagharnasab (1993–1997, 2004–2006)
- Giovanni Mei (2002–2003)
- Mohammad Mayeli Kohan (2003–2004, 2008–2011)
- Werner Lorant (2006)
- Ali Daei (2006–2008)
- Pierre Littbarski (2008)

## Bekannte Spieler
- Ali Daei
- Mehdi Hasheminasab
- Javad Kazemian
- Masoud Shojaei
- Dariush Yazdani
- Ali Ansarian
- Behzad Gholampour